# Motherwell Football Club 2023-2024
Questa voce raccoglie le informazioni riguardanti il Motherwell Football Club nelle competizioni ufficiali della stagione 2023-2024.

## Stagione
- In Scottish Premiership il Motherwell si classifica al 9º posto (43 punti), dietro all'Hibernian e davanti al St. Johnstone.
- In Scottish Cup viene eliminato al quinto turno dal Greenock Morton (1-2).
- In Scottish League Cup viene eliminato al secondo turno dal St. Mirren (0-1).

## Maglie e sponsor
Il fornitore tecnico per la stagione 2023-2024 è Macron, mentre lo sponsor ufficiale è G4 Claims.
| Casa | Trasferta |

## Rosa
| N. |                        | Ruolo | Calciatore        |
| -- | ---------------------- | ----- | ----------------- |
| 1  | Scozia (bandiera)      | P     | Liam Kelly        |
| 2  | Scozia (bandiera)      | D     | Stephen O'Donnell |
| 3  | Inghilterra (bandiera) | D     | Georgie Gent      |
| 5  | Uganda (bandiera)      | D     | Bevis Mugabi      |
| 6  | Scozia (bandiera)      | D     | Barry Maguire     |
| 7  | Scozia (bandiera)      | C     | Blair Spittal     |
| 8  | Inghilterra (bandiera) | C     | Callum Slattery   |
| 9  | Inghilterra (bandiera) | A     | Jonathan Obika    |
| 11 | Scozia (bandiera)      | C     | Andy Halliday     |
| 12 | Canada (bandiera)      | C     | Harry Paton       |
| 13 | Inghilterra (bandiera) | P     | Aston Oxborough   |
| 14 | Canada (bandiera)      | A     | Theo Bair         |
| 15 | Irlanda (bandiera)     | D     | Dan Casey         |

| N. |                               | Ruolo | Calciatore        |
| -- | ----------------------------- | ----- | ----------------- |
| 16 | Scozia (bandiera)             | D     | Paul McGinn       |
| 17 | Macedonia del Nord (bandiera) | C     | Davor Zdravkovski |
| 18 | Scozia (bandiera)             | A     | Oli Shaw          |
| 19 | Scozia (bandiera)             | C     | Sam Nicholson     |
| 20 | Irlanda (bandiera)            | D     | Shane Blaney      |
| 21 | Scozia (bandiera)             | D     | Adam Devine       |
| 22 | Irlanda del Nord (bandiera)   | D     | Brodie Spencer    |
| 24 | Nigeria (bandiera)            | A     | Moses Ebiye       |
| 28 | Galles (bandiera)             | A     | Jack Vale         |
| 29 | Nuova Zelanda (bandiera)      | D     | Callan Elliot     |
| 38 | Scozia (bandiera)             | C     | Lennon Miller     |
| 66 | Scozia (bandiera)             | C     | Calum Butcher     |
| 99 | Irlanda (bandiera)            | A     | Conor Wilkinson   |